# Expedición científica austríaca al Brasil

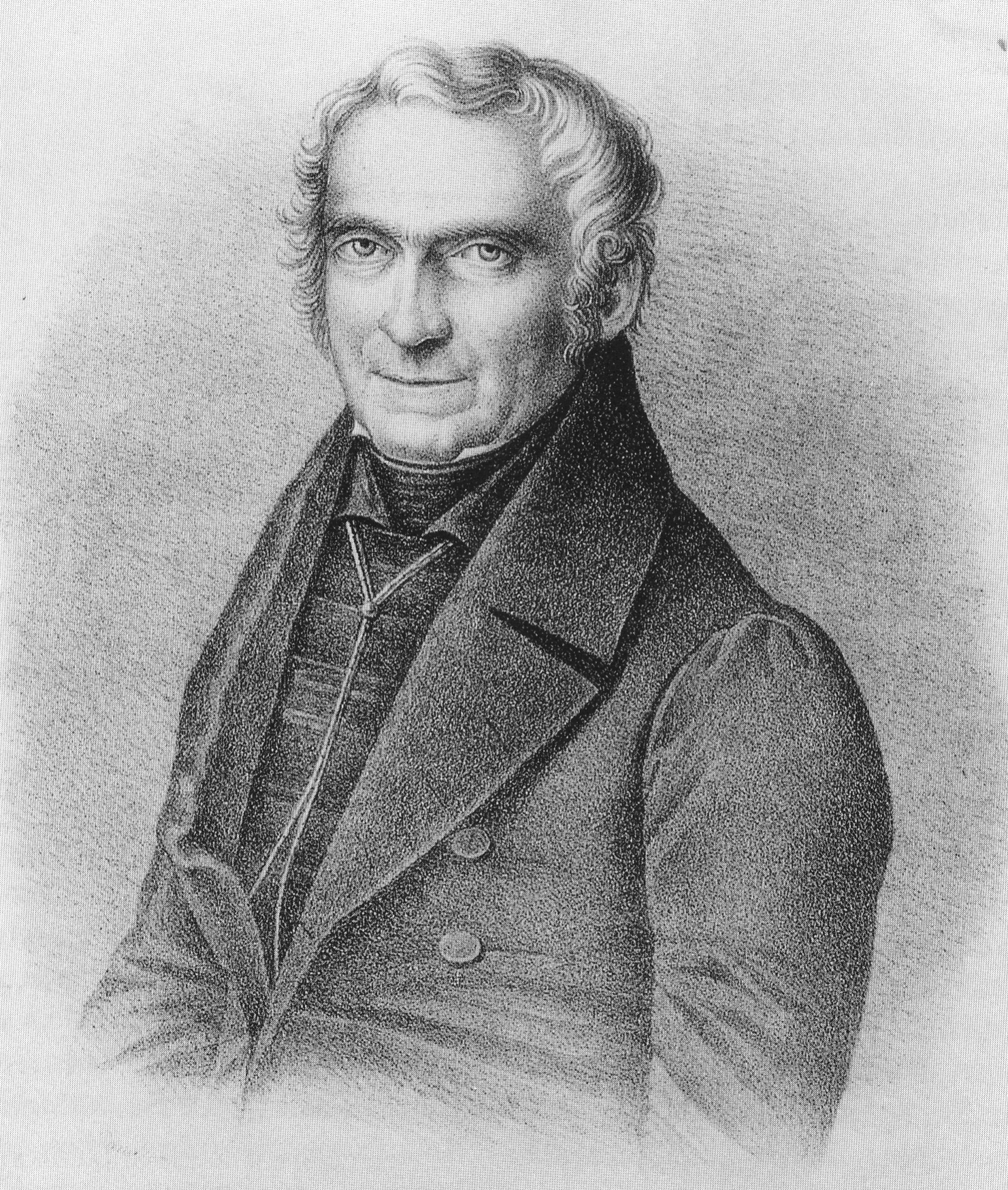
Johann Natterer

La Expedición científica austríaca al Brasil (Österreichische Brasilien-Expedition) fue una gran expedición de la investigación científica que exploró Brasil, con destaque en las áreas de Botánica, Zoología y Etnografía. Fue organizado y financiado por el imperio austríaco y transcurrió en 1817-1835.

## Historia
La expedición tenía como principal partidario al príncipe Klemens Wenzel von Metternich y la expedición se asoció con el matrimonio políticamente significativo de Dom Pedro y la archiduquesa Leopoldina, Maria Leopoldina de Austria, von Metternich, el canciller tomó esta oportunidad para comenzar un estudio exhaustivo de la flora y fauna, la cultura, la población, las manufacturas y otros recursos de Brasil. Se llevó a cabo la planificación y el equipo de la expedición y se decidió la ruta. La planificación científica fue realizada por Karl Franz Anton von Schreibers.
El contingente de catorce naturalistas incluido Johann Christian Mikan, Carl Friedrich Philipp von Martius, Giuseppe Raddi, Heinrich Wilhelm Schott, Johann Baptist von Spix, Johann Baptist Emanuel Pohl, Johann Natterer, Ferdinand Dominik Sochor (cazador imperial y un taxidermista experto) y los artistas naturalistas Thomas Ender y Johann Buchberger. Unas trece habitaciones del "Museo Brasileño",  contenían 133.000 objetos de la expedición que se abrió al público. Fue cerrada en 1836 y el contenido integrado con los de la línea Hof-Naturalienkabinette.